# برنارد جورج ديفيس
برنارد جورج ديفيس (بالإنجليزية: Bernard George Davis)‏ هو ناشر أمريكي، ولد في 11 ديسمبر 1906، وتوفي في 28 أغسطس 1972.